# Amphoe Wang Noi
Amphoe Wang Noi (Thai: วังน้อย, Aussprache: ʔāmpʰɤ̄ː wāŋ nɔ́ːj) ist ein Landkreis (Amphoe – Verwaltungs-Distrikt) der Provinz Ayutthaya („Provinz Phra Nakhon Si Ayutthaya“). Die Provinz Ayutthaya liegt in der Zentralregion von Thailand.

## Geographie
Wang Noi liegt etwa 50 Kilometer nördlich der Hauptstadt Bangkok im Südosten der Provinz Ayutthaya. 
Benachbarte Landkreise sind (von Osten im Uhrzeigersinn) Amphoe Nong Khae in der Provinz Saraburi, die Amphoe Nong Suea und Khlong Luan in der Pathum Thani Provinz sowie die Amphoe Bang Pa-in und Uthai in der Provinz Ayutthaya.

## Geschichte
Der heutige Landkreis Wang Noi wurde 1907 von Uthai abgetrennt. Zunächst wurde er Uthai Noi (อุทัยน้อย) genannt, im Jahr 1917 bekam er jedoch seinen heutigen Namen Wang Noi.

## Verwaltung

### Provinzverwaltung
Der Landkreis Wang Noi ist in zehn Tambon („Unterbezirke“ oder „Gemeinden“) eingeteilt, die sich weiter in 71 Muban („Dörfer“) unterteilen.
| Nr. | Name        | Thai    | Muban | Einw.  |
| --- | ----------- | ------- | ----- | ------ |
| 1.  | Lam Ta Sao  | ลำตาเสา | 13    | 16.133 |
| 2.  | Bo Ta Lo    | บ่อตาโล่  | 10    | 05.995 |
| 3.  | Wang Noi    | วังน้อย   | 08    | 05.029 |
| 4.  | Lam Sai     | ลำไทร   | 07    | 10.596 |
| 5.  | Sanap Thuep | สนับทึบ   | 07    | 04.025 |
| 6.  | Phayom      | พยอม    | 05    | 12.913 |
| 7.  | Han Taphao  | หันตะเภา | 05    | 03.247 |
| 8.  | Wang Chula  | วังจุฬา   | 05    | 03.938 |
| 9.  | Khao Ngam   | ข้าวงาม  | 07    | 02.391 |
| 10. | Chamaep     | ชะแมบ   | 04    | 05.888 |

### Lokalverwaltung
Es gibt eine Kommune mit „Stadt“-Status (Thesaban Mueang) im Landkreis:
- Lam Ta Sao (Thai: เทศบาลเมืองลำตาเสา) bestehend aus dem kompletten Tambon Lam Ta Sao und den Teilen der Tambon Bo Ta Lo, Lam Sai, Chamaep.

Außerdem gibt es neun „Tambon-Verwaltungsorganisationen“ (องค์การบริหารส่วนตำบล – Tambon Administrative Organizations, TAO)
- Bo Ta Lo (Thai: องค์การบริหารส่วนตำบลบ่อตาโล่) bestehend aus Teilen des Tambon Bo Ta Lo.
- Wang Noi (Thai: องค์การบริหารส่วนตำบลวังน้อย) bestehend aus dem kompletten Tambon Wang Noi.
- Lam Sai (Thai: องค์การบริหารส่วนตำบลลำไทร) bestehend aus Teilen des Tambon Lam Sai.
- Sanap Thuep (Thai: องค์การบริหารส่วนตำบลสนับทึบ) bestehend aus dem kompletten Tambon Sanap Thuep.
- Phayom (Thai: องค์การบริหารส่วนตำบลพยอม) bestehend aus dem kompletten Tambon Phayom.
- Han Taphao (Thai: องค์การบริหารส่วนตำบลหันตะเภา) bestehend aus dem kompletten Tambon Han Taphao.
- Wang Chula (Thai: องค์การบริหารส่วนตำบลวังจุฬา) bestehend aus dem kompletten Tambon Wang Chula.
- Khao Ngam (Thai: องค์การบริหารส่วนตำบลข้าวงาม) bestehend aus dem kompletten Tambon Khao Ngam.
- Chamaep (Thai: องค์การบริหารส่วนตำบลชะแมบ) bestehend aus Teilen des Tambon Chamaep.